# Merle Evans
Merle Slease Evans (Columbus (Kansas), 26 december 1891 – Sarasota, 31 december 1987) was een Amerikaanse kornettist en dirigent van een circusband, die vijftig jaar lang het Ringling Bros. en Barnum & Bailey Circus leidde. Hij stond bekend als de Toscanini van de Big Top. Evans werd in 1947 opgenomen in de American Bandmasters Association en in 1975 in de International Circus Hall of Fame.

## Biografie
Zijn vader was voorman in een kolenmijn. Hij had zes broers en zussen. Evans had een vroege baan met het verkopen van kranten op straathoeken. Hij gebruikte zijn kornet om de aandacht op de krantenkoppen te vestigen. Hij kwam voor in de kluchtige geschiedenis van Columbus van Tom Rhoads. Na verschillende andere banen te hebben gehad, verliet Evans het huis en ging hij werken bij de S.W. Brundage Carnival Company als kornetspeler. Evans bekleedde verschillende andere banen, waaronder als bandregisseur voor de Miller Brothers 101 Ranch Wild West Show met Buffalo Bill.
Evans werd in 1919 ingehuurd als banddirecteur van het gefuseerde Ringling Bros. en Barnum & Bailey Circus. Evans bekleedde deze baan vijftig jaar, tot aan zijn pensionering in 1969. Hij miste alleen optredens als gevolg van een staking van musici in 1942 en de dood van zijn eerste vrouw. Hij schreef acht circusmarsen, waaronder Symphonia en Fredella.
De Hartford Circus brand
Op 6 juli 1944 brak er brand uit tijdens een optreden van het Ringling Bros. and Barnum and Bailey Circus. Bij de brand kwamen ongeveer 168 mensen om het leven. De snelle reactie van Merle Evans en zijn band redde duizenden levens. Toen Evans het vuur zag, gaf hij aan dat de band Stars and Stripes Forever van John Philip Sousa moest spelen, dat in het circus werd gebruikt als de rampenmars, wat wees op een noodgeval. De artiesten hoorden de muziek en begonnen onmiddellijk met de evacuatie. Berichten bevestigen dat Evans en zijn band speelden totdat het niet langer veilig was om dat te doen, vervolgens werd een groot deel van het publiek naar buiten geëvacueerd, waarbij hun spel hielp om de evacuatie te versnellen en de menigte onder controle te houden.

## Nagedachtenis
Een beurs aan de Indiana University Bloomington Jacobs School of Music is vernoemd naar Evans. De beurs ondersteunt studenten met aspiraties voor concertbands. De Midwest Clinic kende Evans in 1966 zijn Medal of Honor toe. Windjammers Unlimited erkende Evans vroege succes als organisatie en hij wordt geëerd in hun Hall of Fame.

## Privéleven, pensioen en overlijden
Na zijn pensionering bleef Evans een actief leven leiden. Hij was directeur van de Columbus State Bank in zijn geboorteplaats Columbus, Kansas. Hij gaf workshops en door gasten geleide bands in het hele land. Zijn tweede vrouw was Nena, die secretaresse was van de eigenaren en leidinggevenden van het circus Ringling Bros. en Barnum & Bailey. Merle Evans overleed in december 1987 op 96-jarige leeftijd.